# ところともかず
ところ ともかずは、日本の男性アニメーター、アニメーション演出家及びアニメーション監督。所 智一、所 ともかずと表記されることもある。湖川友謙の率いていた有限会社ビーボォー出身。

## 作品リスト

### テレビアニメ
- 聖戦士ダンバイン（1984年）原画
- 機動戦士ガンダムΖΖ（1986年）原画
- 宇宙の騎士テッカマンブレード（1993年）作画監督
- ルパン三世 ワルサーP38（1997年）原画
- serial experiments lain（1998年）NAVIレイアウト監修、OP原画
- デビルマンレディー（1999年）作画監督
- NieA_7（2000年）チーフディレクター
- 地球少女アルジュナ（2001年）演出
- 電脳冒険記ウェブダイバー（2001年）絵コンテ
- ヒカルの碁（2001年-2003年）絵コンテ
- 灰羽連盟（2002年）監督
- ヒートガイジェイ（2003年）絵コンテ
- TEXHNOLYZE（2003年）絵コンテ
- ギルガメッシュ（2003年）絵コンテ
- ガサラキ（2004年）原画
- エリア88（2004年）絵コンテ
- 鋼の錬金術師（2004年）絵コンテ
- 創聖のアクエリオン（2005年）副監督
- 黒神 The Animation（2009年）演出
- 狼と香辛料II（2009年）絵コンテ・演出
- NEEDLESS（2009年）絵コンテ
- WHITE ALBUM（2009年）演出
- スーパーロボット大戦OG -ジ・インスペクター-（2010年）演出
- それでも町は廻っている（2010年）絵コンテ・演出
- まりあ†ほりっく あらいぶ（2011年）シリーズディレクター
- ちはやふる（2011年）演出・原画
- アクセル・ワールド（2012年）絵コンテ・演出・原画
- ムシブギョー（2013年）絵コンテ・演出・原画
- カーニヴァル（2013年）絵コンテ・演出・原画
- きんいろモザイク（2013年）絵コンテ・演出
- 神さまのいない日曜日（2013年）絵コンテ
- アイカツ!（2013年）絵コンテ
- ふるさと再生 日本の昔ばなし 絵コンテ・演出
  - 第79回「小さな栃の実」（2013年）
  - 第120回「一休さんの虎退治」（2014年）
- バディ・コンプレックス（2014年）演出・原画・ED演出
- 黒執事 Book of Circus（2014年）演出
- 七つの大罪（2014年）絵コンテ・演出
- 終わりのセラフ（2015年）絵コンテ・演出
- 学戦都市アスタリスク（2015年）絵コンテ
- 少女たちは荒野を目指す（2016年）絵コンテ・演出・原画
- 紅殻のパンドラ（2016年）絵コンテ・演出
- 逆転裁判 〜その「真実」、異議あり!〜（2016年）絵コンテ
- 七つの大罪 聖戦の予兆（2016年）監督
- セイレン（2017年）演出
- グランクレスト戦記（2018年）絵コンテ
- ファンタシースターオンライン2 エピソード・オラクル（2019年）絵コンテ
- おしりたんてい（2023年）絵コンテ

### OVA
- ブラックマジック M-66（1987年）原画
- 銀河英雄伝説第1期（1989年）原画
- THE八犬伝（1990年-1991年）原画
- A.D.POLICE（1990年）原画
- マクロス ゼロ（2002年-2004年）副監督、絵コンテ、演出
- Hellsing Ultimate OVA Series（2006年-2008年）監督（第1巻-第4巻）
- 魔法先生ネギま! 〜もうひとつの世界〜（2010年）監督（3、4話）、絵コンテ、演出

### 劇場アニメ
- 機動戦士ガンダム 逆襲のシャア（1988年）原画

### ゲーム
- 夢幻戦士ヴァリスII（1989年）PC-8801、PC-9801、X68000、MSX2版絵コンテ/キャラクターデザイン等
- エメラルドドラゴン（1992年）FM TOWNS版ビジュアルイベント原画
- シルバー事件（1999年）アニメーションムービー制作
- ルパン三世 海に消えた秘宝（2003年）アニメーション監督・演出

## 西原理恵子との関係
ところともかずは、西原理恵子の漫画に本人として登場している。収録は『鳥頭紀行ぜんぶ』(ISBN 4022642661)。アシスタントの愛ちゃんがところともかずの臨時アシをした際に絵が認められなかったと聞き、仕返しに正体を隠した西原がアシスタントに行くという「無頼派」ならではの内容。作中、彼を指して「油甘味デブ」と言うなど、過激な表現も多い。
この繋がりから、西原のキャラクターが出演する2000年2月に発売されたプレイステーション用ソフト『麻雀鳥頭紀行』にも「イラストレーターところくん」として登場する。攻略ガイド『麻雀鳥頭紀行読本』(ISBN 4-7669-3505-5)では"実力派のイラストレーター"と紹介されているが、やはり油甘味とのセットにされている。また、ところともかずが絵コンテ・演出を務めた「ふるさと再生 日本の昔ばなし」の2話（第79回「小さな栃の実」、第120回「一休さんの虎退治」）において、西原がキャラクターデザインをしている。